# 热罗
热罗（法語：Gerrots，法語發音：[ʒɛʁo] ⓘ）是法国卡尔瓦多斯省的一个市镇，属于利雪区。

## 地理
热罗（49°11'18"N, 0°1'12"E）面积3.48 平方千米，位于法国诺曼底大区卡爾瓦多斯省，该省份为法国西北部沿海省份，北濒大西洋英吉利海峡，东北与滨海塞纳省以海上边界相接，东临厄尔省，南至奧恩省，西与芒什省接壤。
与热罗接壤的市镇（或旧市镇、城区）包括：欧日地区伯夫龙、博富尔-德吕瓦勒、吕梅尼勒、维克托-蓬福勒。

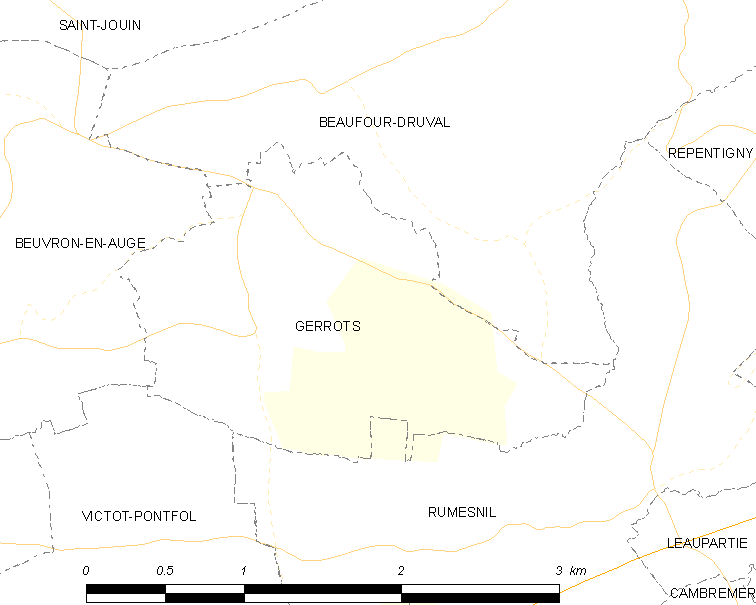
热罗的OSM定位图

热罗的时区为UTC+01:00、UTC+02:00（夏令时）。

## 行政
热罗的邮政编码为14430，INSEE市镇编码为14300。

## 政治
热罗所属的省级选区为梅济东瓦莱多日县。

## 人口

1962-2008年间热罗人口变化图示

热罗于2022年1月1日时的人口数量为51人。